# Benjamin Hvidt
Benjamin Steenfeldt Hvidt (12 marzo 2000) è un calciatore danese, centrocampista dell'Aarhus.

## Caratteristiche tecniche
È un centrocampista centrale.

## Carriera

### Club
Cresciuto nel settore giovanile dell'Aarhus, ha esordito in prima squadra il 6 aprile 2017 disputando l'incontro di Coppa di Danimarca perso 2-1 contro il Copenaghen.

### Nazionale
Ha giocato nelle nazionali giovanili danesi Under-17 ed Under-19.

## Statistiche
Statistiche aggiornate al 30 luglio 2020.

### Presenze e reti nei club
| Stagione        | Squadra         | Campionato      | Campionato | Campionato | Coppe nazionali | Coppe nazionali | Coppe nazionali | Coppe continentali | Coppe continentali | Coppe continentali | Altre coppe | Altre coppe | Altre coppe | Totale | Totale | Totale |
| Stagione        | Squadra         | Comp            | Pres       | Reti       | Comp            | Pres            | Reti            | Comp               | Pres               | Reti               | Comp        | Pres        | Reti        | Pres   | Reti   |        |
| --------------- | --------------- | --------------- | ---------- | ---------- | --------------- | --------------- | --------------- | ------------------ | ------------------ | ------------------ | ----------- | ----------- | ----------- | ------ | ------ | ------ |
| 2016-2017       | Aarhus          | SL              | 1          | 0          | CD              | 1               | 0               |                    | -                  | -                  |             | -           | -           | 2      | 0      |        |
| 2017-2018       | Aarhus          | SL              | 2          | 0          | CD              | 0               | 0               |                    | -                  | -                  |             | -           | -           | 2      | 0      |        |
| 2018-2019       | Aarhus          | SL              | 6          | 0          | CD              | 0               | 0               |                    | -                  | -                  |             | -           | -           | 6      | 0      |        |
| 2019-2020       | Aarhus          | SL              | 16         | 0          | CD              | 3               | 0               |                    | -                  | -                  |             | -           | -           | 19     | 0      |        |
| Totale carriera | Totale carriera | Totale carriera | 25         | 0          |                 | 4               | 0               |                    | -                  | -                  |             | -           | -           | 29     | 0      |        |